# Vojtěchov

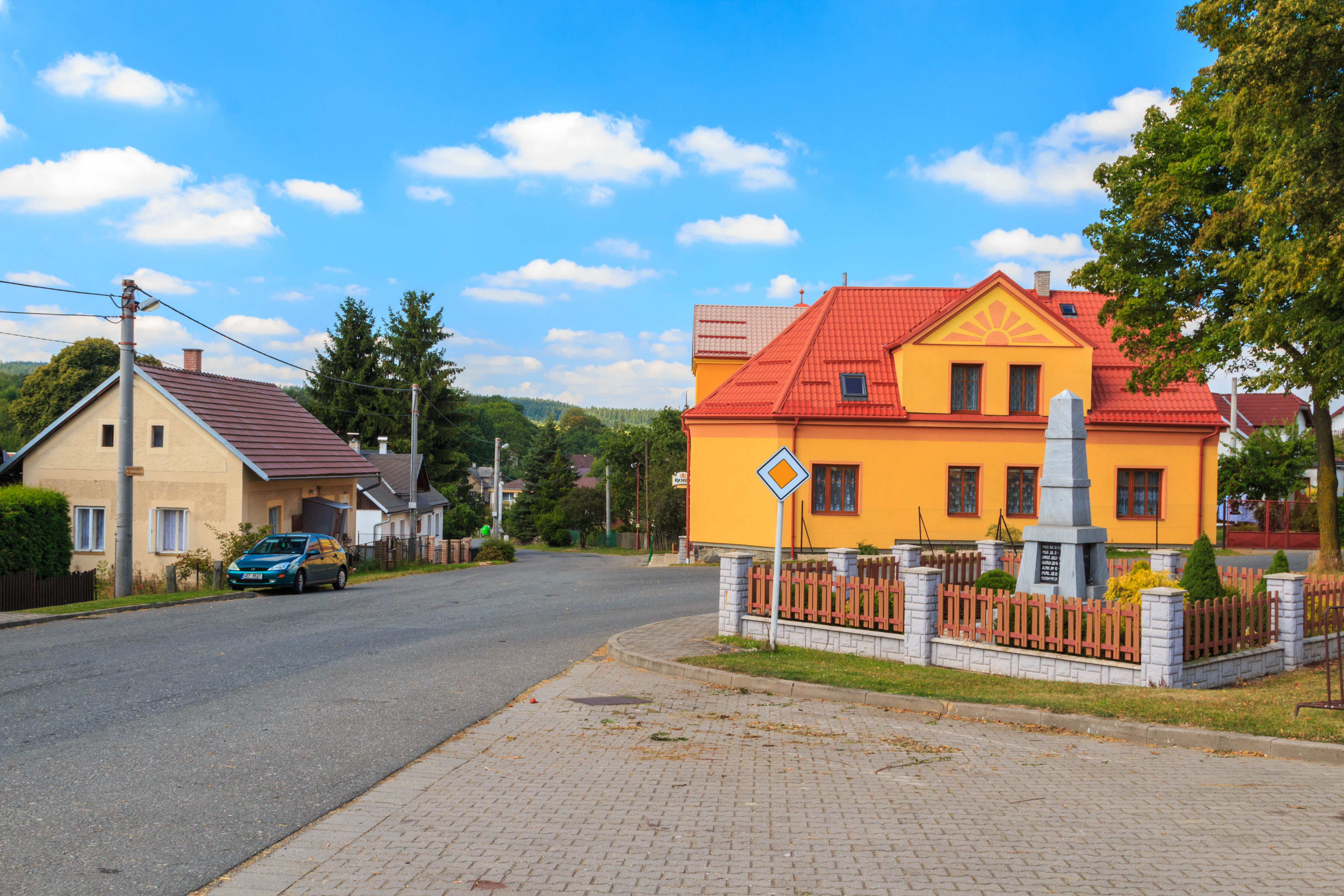
Gefallenendenkmal

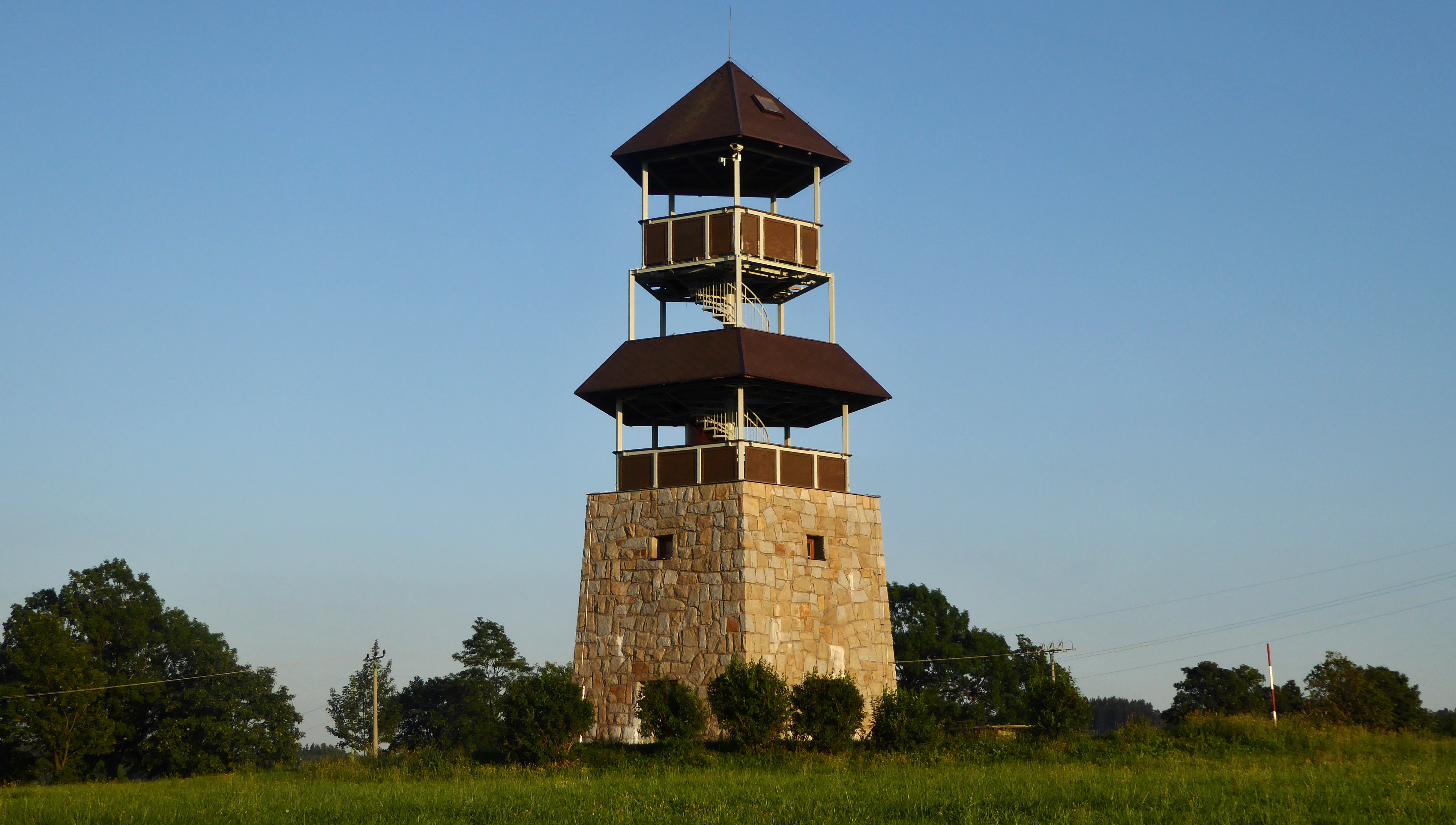
Aussichtsturm Vojtěchov

Vojtěchov (deutsch Wojtiechow, 1939–45 Wojtiechau) ist eine Gemeinde in Tschechien. Sie liegt sechs Kilometer nordöstlich von Hlinsko und gehört zum Okres Chrudim.

## Geographie
Vojtěchov erstreckt sich in den nördlichen Ausläufern der Saarer Berge im Tal des Baches Raná. Mit dem sich bachabwärts anschließenden Dorf Raná bildet Vojtěchov ein zusammenhängendes Siedlungsgebiet. Durch Vojtěchov führt die Bahnstrecke Havlíčkův Brod–Pardubice; südlich des Dorfes verläuft die Staatsstraße I/34 zwischen Hlinsko und Polička. Im Süden erheben sich der Kladenský kopec und die Čertovina (652 m n.m.), südwestlich die Medkovy kopce (638 m n.m.)
Nachbarorte sind Oldřetice im Norden, Pokřikov und Spálená Sázka im Nordosten, Otradov und Krouna im Osten, Oldřiš und Kladno im Südosten, Pláňavy im Süden, Medkovy Kopce und Čertovina im Südwesten, Horní Holetín im Westen sowie Hyvel und Raná im Nordwesten.

## Geschichte
Das Waldhufendorf wurde wahrscheinlich in der zweiten Hälfte des 13. Jahrhunderts beim Sitz eines niederen Dienstadligen gegründet. Die erste urkundliche Erwähnung des Dorfes erfolgte 1392 in der Landtafel, als Smil Flaška von Pardubitz die Richenburg mit den zugehörigen 62 Dörfern an Otto von Bergow und Boček II. von Podiebrad übergab. Benannt ist das Dorf nach einer Person namens Vojtěch. Im Jahre 1582 gab es in Vojtěchov 28 Bauernwirtschaften. Zu Beginn des 19. Jahrhunderts wurden der evangelische Friedhof und der Teich im Oberdorf angelegt.
Im Jahre 1835 bestand das im Chrudimer Kreis gelegene Rustikaldorf Woytiechow aus 99 Häusern, in denen 467 Personen lebten. Im Ort gab es drei Mühlen. Pfarrort war Ranna. Bis zur Mitte des 19. Jahrhunderts blieb Woytiechow der Herrschaft Richenburg untertänig.
Nach der Aufhebung der Patrimonialherrschaften bildete Vojtěchov ab 1849 mit dem Ortsteil Pláňavy eine Gemeinde im Gerichtsbezirk Hlinsko. Ab 1868 gehörte das Dorf zum politischen Bezirk Chrudim. 1869 hatte Vojtěchov 540 Einwohner. Im Januar 1870 erfolgte auf dem Gemeindegebiet durch die ÖNWB der Bau der Bahnstrecke Deutschbrod–Pardubitz, die das Dorf mittig durchschnitt. Am 16. Mai 1871 wurde der Zugverkehr aufgenommen – jedoch ohne Halt in Vojtěchov. Die Freiwillige Feuerwehr wurde 1884 gegründet. In den Jahren 1896–1898 wurde die Straße nach Kladno gebaut. Im Jahre 1900 lebten in dem Dorf 521 Personen, 1910 waren es 517. Die Straße nach Pokřikov entstand 1922. 1930 hatte Vojtěchov 590 Einwohner; im Sommer dieses Jahres wurde Vojtěchov an das Elektrizitätsnetz angeschlossen. 1944 wurde nördlich des Dorfes der Haltepunkt Vojtěchov angelegt; am 4. Juni 1944 hielt der erste Zug in Vojtěchov.
1949 wurde die Gemeinde dem neu gebildeten Okres Hlinsko zugeordnet, seit 1961 gehört sie wieder zum Okres Chrudim. Beim Zensus von 2001 lebten in den 132 Häusern von Vojtěchov 396 Personen. Der Aussichtsturm auf dem Kladenský kopec wurde 2010 eröffnet.

## Gemeindegliederung
Die Gemeinde Vojtěchov besteht aus den Ortsteilen Pláňavy (Planiow, auch Planiau) und Vojtěchov (Wojtiechow). Grundsiedlungseinheit ist Vojtěchov.
Das Gemeindegebiet bildet den Katastralbezirk Vojtěchov u Hlinska.

## Sehenswürdigkeiten
- Aussichtsturm Vojtěchov
- Gedenkstein für die Gefallenen des Ersten Weltkrieges
- Geschützte Linde hinter dem evangelischen Friedhof